# Cikatomas
Cikatomas is een bestuurslaag in het regentschap Lebak van de provincie Banten, Indonesië. Cikatomas telt 3940 inwoners (volkstelling 2010).